# Mission sui juris
Une mission sui juris, ou mission indépendante, est une entité territoriale dans laquelle s'exerce une juridiction pseudo[Quoi ?]-diocésaine de l'Église catholique. Il s'agit d'une forme rare d'Église particulière en zone de mission, où il existe peu ou pas du tout de chrétiens, et où donc la mission pastorale n'est qu'au tout début de sa phase initiale, dite implantatio Ecclesiæ.
Il n'existe pas de paroisses dans ces territoires, mais des chapelles autour de petites communautés chrétiennes isolées, ni de prêtres diocésains, mais seulement des missionnaires. L'étape suivante est la formation d'une préfecture apostolique.

## Actuellement
Au 1er mai 2013, l'Église catholique compte huit missions sui juris.
| Nom en français                              | Titre en latin                               | Territoire                                   | Création          | Prélat                   | Réf.  |
| -------------------------------------------- | -------------------------------------------- | -------------------------------------------- | ----------------- | ------------------------ | ----- |
| Afghanistan                                  | Afghanistanien(sis)                          | Afghanistan                                  | 16 mai 2002       | Giovanni M. Scalese (de) | [ 2 ] |
| Îles Caïmans                                 | Insularum Caimanensium                       | Îles Caïmans                                 | 14 juillet 2000   | Allen Henry Vigneron     | [ 3 ] |
| Funafuti                                     | Funafutin(us)                                | Tuvalu                                       | 10 septembre 1982 | Reynaldo B. Getalado     | [ 4 ] |
| Sainte-Hélène, Ascension et Tristan da Cunha | Sanctæ Helenæ, Ascensionis et Tristanen(sis) | Sainte-Hélène, Ascension et Tristan da Cunha | 18 août 1986      | Hugh D. R. T. Allan      | [ 5 ] |
| Tadjikistan                                  | Tadzikistanian(us)                           | Tadjikistan                                  | 29 septembre 1997 | Pedro Ramiro López, IVE  | [ 6 ] |
| Tokelau                                      | Tokelaun(us)                                 | Tokelau                                      | 26 juin 1992      | Mosese Vitolio Tui (en)  | [ 7 ] |
| Turkménistan                                 | Turcmenistanian(us)                          | Turkménistan                                 | 29 septembre 1997 | Andrzej Madej            | [ 8 ] |
| Îles Turques-et-Caïques                      | Turcensium et Caicensium                     | Îles Turques-et-Caïques                      | 10 juin 1984      | Joseph Tobin             | [ 9 ] |